# Municipio de Madison (condado de Mahaska)
El municipio de Madison (en inglés: Madison Township) es un municipio ubicado en el condado de Mahaska en el estado estadounidense de Iowa. En el año 2010 tenía una población de 361 habitantes y una densidad poblacional de 3,9 personas por km².

## Geografía
El municipio de Madison se encuentra ubicado en las coordenadas 41°23′4″N 92°41′44″O / 41.38444, -92.69556. Según la Oficina del Censo de los Estados Unidos, el municipio tiene una superficie total de 92.54 km², de la cual 92,51 km² corresponden a tierra firme y (0,04 %) 0,03 km² es agua.

## Demografía
Según el censo de 2010, había 361 personas residiendo en el municipio de Madison. La densidad de población era de 3,9 hab./km². De los 361 habitantes, el municipio de Madison estaba compuesto por el 95,57 % blancos, el 2,22 % eran asiáticos, el 0,55 % eran de otras razas y el 1,66 % eran de una mezcla de razas. Del total de la población el 1,94 % eran hispanos o latinos de cualquier raza.